# Reghin
Reghin (niem. Sächsisch Regen, węg. Szászrégen) – miasto w Rumunii (okręg Marusza). W 2021 roku liczyło 24 272 mieszkańców.
W mieście rozwinął się przemysł maszynowy oraz drzewny.

## Współpraca
- Ungheni, Mołdawia
- Bourg-la-Reine, Francja
- La Salle, Francja
- Vianen, Holandia
- Lubaczów, Polska